# Andrés López de Galarza
Andrés López de Galarza (Villabrágima, Corona de Castilla, 1528 - †Tunja, 10 de noviembre de 1573) fue un capitán español, fundador de la ciudad de Ibagué en el Nuevo Reino de Granada, el 14 de octubre de 1550. Fue igualmente alcalde de Bogotá en 1555 y de Tunja en 1569.

## Biografía
Andrés López de Galarza nació en 1528 en Villabrágima, entonces Corona de Castilla y actualmente provincia de Valladolid, Castilla y León, España. En Castilla cursó estudios de economía, graduándose como "contador".
Al igual que su hermano, Juan, se trasladó al Nuevo Reino de Granada (actual Colombia) con el cargo de tesorero de la Real Hacienda en el año de 1553 en sustitución del Tesorero Real, el capitán Pedro Briceño y Verdugo. Juan encargó a Andrés la misión de pacificar el denominado "valle de las lanzas", nombrándole capitán y justicia mayor, para fundar un pueblo de españoles y establecer un camino más corto a Popayán. Tras múltiples luchas con los aguerridos indios pijao y diversas vicisitudes, fundó la ciudad de Ibagué en la proximidad del río Magdalena.
Tras la muerte de su hermano Juan en un naufragio junto a las costas españolas cuando iba a ser juzgado, se dedicó en Tunja a la agricultura y la industria textil, además del citado cargo de alcalde de Bogotá y de Tunja.
López de Galarza falleció en Tunja el 10 de noviembre de 1573, siendo enterrado en su catedral.